# Geneva, Alabama
Geneva là một thành phố thuộc quận Geneva, tiểu bang Alabama, Hoa Kỳ. Dân số năm 2009 là 4445 người, mật độ đạt 108 người/km².